# Plan Pidal

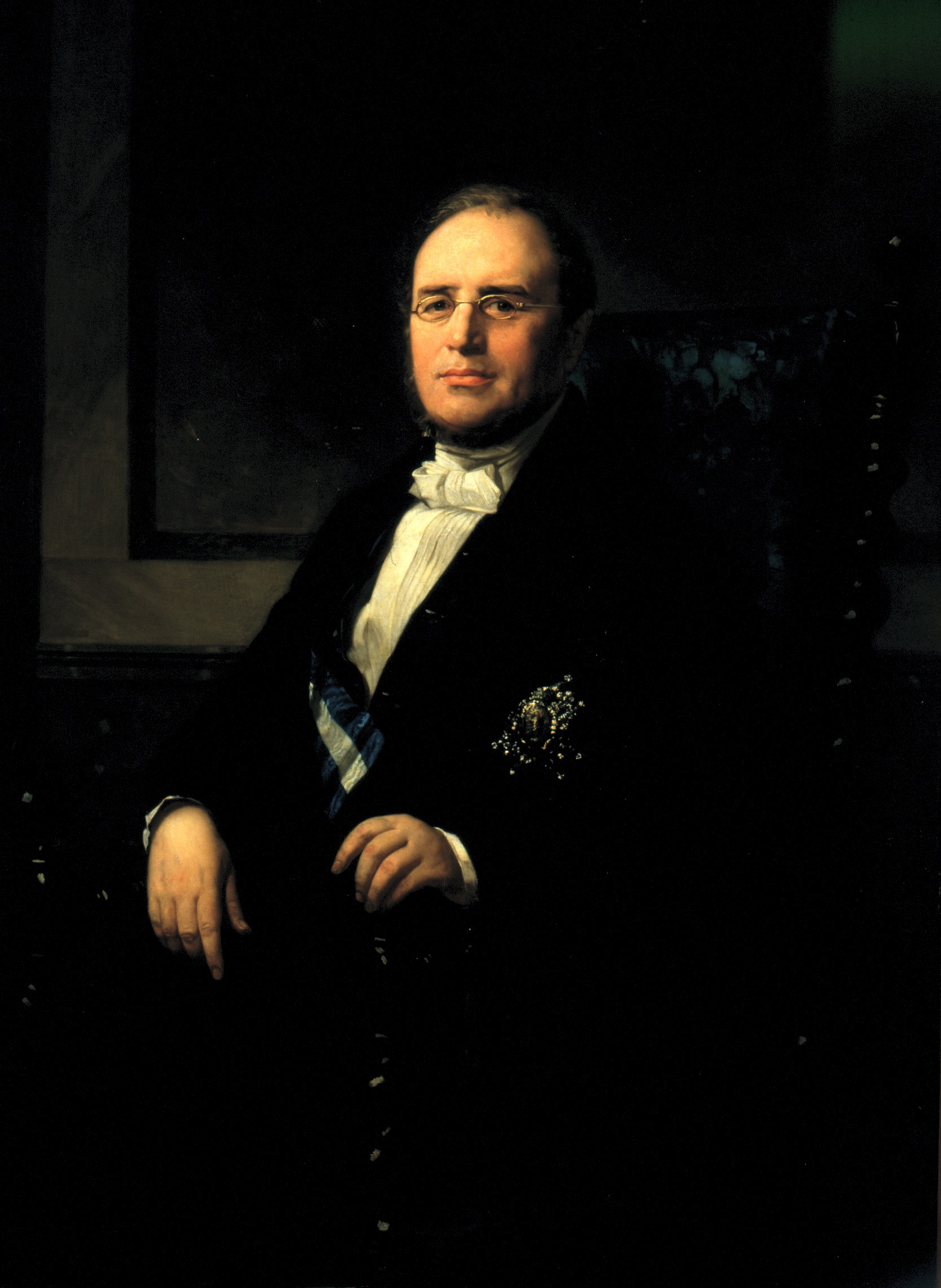
Pedro José Pidal

El plan Pidal fue una reforma del sistema educativo español acordada el 17 de septiembre de 1845, siendo ministro de la Gobernación y responsable de la enseñanza D. Pedro José Pidal. Esta etapa se inclina  decididamente por la enseñanza como derecho estatal: "La enseñanza de la juventud no es una mercancía que pueda dejarse entregada a la codicia de los especuladores, ni debe equipararse a las demás industrias en que domine sólo el interés privado".  Apoya la enseñanza secundaria que es la «propia especialmente de las clases medias». La enseñanza superior se considera destinada «a los que quieren ejercer útiles profesiones o aspiran por distintos modos a brillar en el Estado». El plan Pidal terminó de transformar la enseñanza, gracias a ello, los alumnos podían estudiar en establecimientos públicos o privados aunque la creación de estos últimos se sometía a muchos condicionamientos y garantías.